# Centrale Rodenhuize
Centrale Rodenhuize is een Belgische thermische elektriciteitscentrale aan het kanaal Gent-Terneuzen in het voormalige gehucht Rodenhuize. Sinds 2011 bestaat ze uit een eenheid van 215 MWe die draait op houtkorrels en zo nodig ook hoogovengas kan verbranden van het nabijgelegen ArcelorMittal.
In de onmiddellijke omgeving liggen nog de Centrale Langerbrugge en de Centrale Knippegroen.

## Werking
De elektriciteit wordt opgewekt door verbranding van houtstof, bekomen door het ter plaatse verpulveren van pellets. De pellets worden per bulkschip gehaald uit Canada en de Verenigde Staten. Op de site wordt een reserve van 100.000 ton gestockeerd. Een 110 m hoge koeltoren draagt bij aan de warmte-afvoer.
Als Knippegroen niet beschikbaar is, kan ArcelorMittal zijn procesgas naar Rodenhuize sturen om het niet te moeten affakkelen.

## Subsidie
De centrale draait met subsidie in de vorm van Vlaamse groenestroomcertificaten. Het hernieuwbare vermogen is herhaaldelijk opgedreven: van 66 MW in het eerste subsidiejaar 2005, naar 90 en 130 MW in 2008, tot 180 en 205 MW in 2011. Op volle kracht kreeg Rodenhuize anno 2016 ongeveer 102 miljoen euro steun per jaar, wat neerkwam op 68 euro per geproduceerde MWh.
In maart 2014 kondigde Max Green aan de centrale stil te leggen, nadat de subsidie voor de periode 2014-2016 geblokkeerd was door houtfederatie Fedustria en papierfederatie Cobelpa. Wegens de krapte op de houtmarkt weigerden de sectorfederaties te verklaren dat ze de verbrande pellets, grotendeels afkomstig uit Noord-Amerikaanse bossen, niet nodig hadden als grondstof. Als oplossing werd hun vetorecht afgenomen en omgevormd tot een vrijblijvend advies, waarna Rodenhuize in eind augustus terug van start ging.
Van 2005 tot 2015 heeft Rodenhuize via de elektriciteitsfactuur ongeveer 670 miljoen euro Vlaamse steun ontvangen. De subsidieregeling liep tot 2018, waarna de centrale onrendabel zou worden en onmiddellijk sluiten. Electrabel vroeg een vijfjarige verlenging van de steun tegen verbeterde voorwaarden. De Vlaamse overheid rekent erop dat Rodenhuize in 2020 ongeveer 6% bijdraagt aan haar doelstelling inzake groene stroom (1,5 TWh van de beoogde 25). Vlaams Minister van Leefmilieu Zuhal Demir heeft een expert verzocht om na te gaan hoe duurzaam het verbrande hout is.

## Geschiedenis
De centrale is vanaf 1962 gebouwd door EBES om de nieuwe staalfabriek SIDMAR van stroom te voorzien. Vier eenheden werden achtereenvolgens in dienst genomen. De voornaamste brandstoffen waren steenkool, zware stookolie en hoogovengas.
| Eenheid | Brandstof                | Vermogen   | In dienst | Uit dienst |
| ------- | ------------------------ | ---------- | --------- | ---------- |
| Groep 1 | steenkool                | 127/133 MW | 1964      | 2001       |
| Groep 2 | stookolie en hoogovengas | 127/133 MW | 1965      | 2011       |
| Groep 3 | stookolie en hoogovengas | 127/133 MW | 1968      | 2011       |
| Groep 4 | stookolie en hoogovengas | 267/279 MW | 1979      |            |

In 1989 werd de ketel van groep 4 aangepast om ook op steenkool te kunnen werken. Een verdere aanpassing volgde in 2005 om Rodenhuize 4 geschikt te maken voor de bijstook van houtstof. Drie jaar later volgde een nieuwe transformatie van de eenheid, waarbij stookolie vervangen werd door aardgas (voornamelijk bedoeld voor vlamondersteuning).
Door de grote milieulast kon de centrale niet blijven functioneren zonder zware investeringen. Electrabel besliste in 2010 om de oudste eenheden te sluiten en groep 4 te transformeren tot een centrale waar tot 100% biomassa kon worden verstookt. De ombouw was gereed in de tweede helft van 2011, en zou 125 miljoen euro hebben gekost.

## Cijfers
| Jaar | Productie | Groenestroomcertificaten | CO2-uitstoot  |
| ---- | --------- | ------------------------ | ------------- |
| 2009 | 1,42 TWh  |                          | 1.511.400 ton |
| 2012 | 1,46 TWh  |                          | 1.930.000 ton |
| 2013 | 1,26 TWh  | 950.000                  | 1.470.000 ton |
| 2014 | 0,86 TWh  |                          | 1.350.000 ton |
| 2015 | 1,6 TWh   |                          | 1.740.000 ton |

## Tewerkstelling
In 1989 waren in Rodenhuize om en bij de 305 personen aan de slag. In 2016 waren dat er een vijftigtal.

## Eigenaar
De centrale is volledig eigendom van Electrabel. Tot 2016 was de eigenaar Max Green, een in 2009 opgerichte naamloze vennootschap waarvan Electrabel 73% bezat en Ackermans & van Haaren 27% (via Ligno Power). A&V bouwde zijn participatie eerst af tot 21% en trok zich eind 2015 volledig terug, waarna Max Green is opgeslorpt door haar moederbedrijf Electrabel.

## Voetnoten
1. ↑  Biomassacentrale Max Green Gent - Toekomst, schriftelijke vraag nr. 279, Vlaams Parlement, 19 mei 2016. Gearchiveerd op 10 juni 2023.
2. ↑  Electrabel legt biomassacentrale in Gent stil, deredactie.be, 20 maart 2014
3. ↑  Groenestroomcertificaten - Vastlegging quota, schriftelijke vraag nr. 192, Vlaams Parlement, 1 maart 2016
4. ↑  Verslag van de Commissie voor Leefmilieu, Natuur, Ruimtelijke Ordening, Energie en Dierenwelzijn, Vlaams Parlement, 6 december 2017. Gearchiveerd op 9 december 2017.
5. ↑  https://www.vrt.be/vrtnws/nl/2021/08/11/minister-demir-bezorgd-over-hout-voor-biomassacentrale/. Gearchiveerd op 18 augustus 2021.
6. ↑  Rodenhuize, Carbon Monitoring for Action (bezocht 10 december 2017)
7. ↑  W. De Breuck, Milieu-effektrapport elektrische centrale EBES-Rodenhuize , Rijksuniversiteit Gent, 1985. Gearchiveerd op 26 juli 2021.